# Lealismo
Lealismo é o termo usado para se referir à pessoa que mantém lealdade a um governo pré-estabelecido. O praticante dessa ideologia recebe o nome de lealista.

## Lealismo na História
Nos Estados Unidos da América, o termo lealista indica os colonos que resistiram à Revolução Americana de 1776, sendo fieis ao governo da Inglaterra. Dentre esses lealistas, estavam inclusos oficiais do exército real britânico, membros do clero e mercadores fortemente relacionados com Londres.